# ميليسا فارمان
ميليسا فارمان (بالإنجليزية: Melissa Farman)‏ هي ممثلة أمريكية، ولدت في 20 أغسطس 1990 في نيويورك في الولايات المتحدة.

## أعمال

### مسلسلات
- الإبتدائية[4][5][6]
- إن سي آي إس
- كولد كيس

## وصلات خارجية
- ميليسا فارمان على موقع IMDb (الإنجليزية)
- ميليسا فارمان على موقع ألو سيني (الفرنسية)
- ميليسا فارمان على موقع أول موفي (الإنجليزية)
- ميليسا فارمان على موقع قاعدة بيانات الفيلم (الإنجليزية)
- ميليسا فارمان على موقع كينوبويسك (الروسية)